# キャベツ焼き

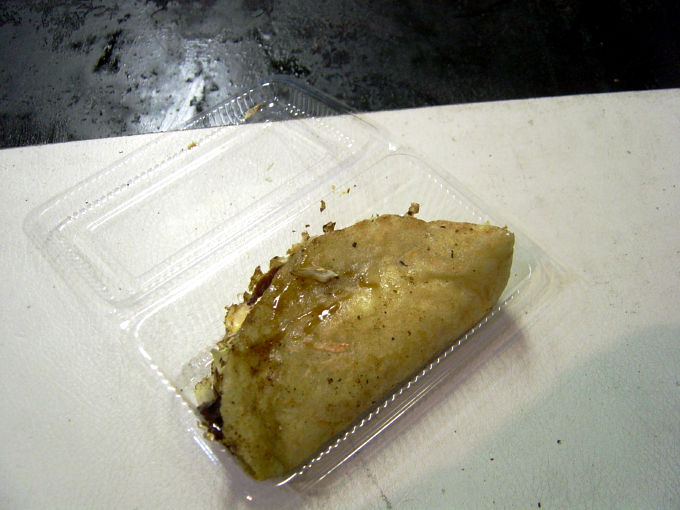
2005年5月5日撮影

キャベツ焼き（キャベツやき）は、水に溶いた小麦粉を鉄板で焼き、キャベツ、天かす、玉子などの具を載せて焼いた料理。

## 概略
一般的なお好み焼きとは異なり、戦前の洋食焼きや現在の広島風お好み焼きなどと同じ重ね焼きの手法によって作られる。
大正から昭和初期に流行した洋食焼き（一銭洋食）をルーツとし、ネギではなくキャベツを中心に用いるようになった戦中戦後のスタイルをモチーフとして懐古的に復活した料理である。
大阪市を中心として1990年代後半より流行りだした。流行に至った経緯は定かでないが、東成区の今里新道筋商店街を発端とする説がある。
同様の調理法による料理は、単に「お好み焼き」という名称で、従前より大阪周縁の一部地域（兵庫、京都、泉南など）や縁日の屋台などで提供され続けていた。古いレシピのリバイバルで決して新しい料理ではないが、戦後に広まった混ぜ焼きのお好み焼き以外知らなかった大阪の若年層には新鮮に受け止められ、またデフレ世相もあり一枚100円という安価で提供されたことから、地域的なヒット商品となった。